# Dictatus Papae

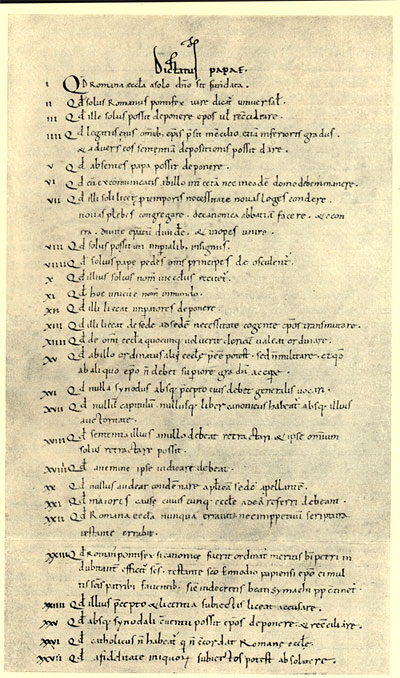
Dictatus Papae

Dictatus Papae (łac. dyktat papieża) – dokument zawierający 27 tez, których autorstwo jest przypisywane papieżowi Grzegorzowi VII. Został sformułowany w roku 1075 jako odręczna notatka, nieprzeznaczona do publikacji.
Tezy zakładały dominację papiestwa nad światem chrześcijańskim. Odegrały ważną rolę w sporze o inwestyturę, gdyż zawierały założenia idei papocezaryzmu.
Dokument był jednym z około stu wybranych przez komisję na Lux Arcana – wystawę dokumentów Tajnego Archiwum Watykańskiego zaprezentowanych w lutym 2012 roku w Muzeach Kapitolińskich.

## Tekst Dictatus Papae[4]
Oryginał znajduje się w archiwum watykańskim.

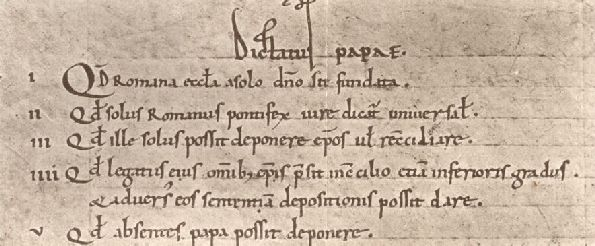
Pierwsze pięć tez

| 1  | Quod Romana ecclesia a solo Domino sit fundata. | Kościół rzymski przez samego Boga został założony. |
| 2  | Quod solus Romanus pontifex iure dicatur universalis. | Tylko sam biskup rzymski może być prawnie nazwany biskupem powszechnym. |
| 3  | Quod ille solus possit deponere episcopos vel reconciliare. | Tylko on sam może biskupów składać z godności lub do nich przywracać. |
| 4  | Quod legatus eius omnibus episcopis presit in concilio etiam inferioris gradus et adversus eos sententiam depositionis possit dare. | Legat jego przewodniczy wszystkim biskupom na synodzie, nawet gdy jest niższy stopniem, i może na nich wydać wyrok złożenia z godności. |
| 5  | Quod absentes papa possit deponere. | Nieobecnych może papież składać z godności. |
| 6  | Quod cum excommunicatis ab illo inter caetera nec in eadem domo debemus manere. | Z obłożonymi przez niego klątwą nie wolno przebywać w jednym domu. |
| 7  | Quod illi soli licet pro temporis necessitate novas leges condere, novas plebes congregare, de canonica abbatiam facere et e contra, divitem episcopatum dividere et inopes unire.                                                        | Jedynie jemu samemu wolno, stosownie do wymagań czasu nowe prawa wydawać, nowe gminy zakładać, ze zgromadzenia kanoników tworzyć opactwa, z drugiej strony dzielić bogate biskupstwo, a ubogie łączyć.                                                 |
| 8  | Quod solus possit uti imperialibus insigniis. | On sam tylko może używać insygniów cesarskich. |
| 9  | Quod solius papae pedes omnes principes deosculentur. | Tylko papieża stopy całować mają wszyscy książęta. |
| 10 | Quod illius solius nomen in ecclesiis recitetur. | Jego jednego imię ma być wspomniane w modlitwach kościelnych. |
| 11 | Quod hoc unicum est nomen in mundo. | Ten jeden jedyny jest tytuł “papież” na świecie. |
| 12 | Quod illi liceat imperatores deponere. | Jemu wolno władcami rozporządzać, a więc i cesarzy z tronu składać. |
| 13 | Quod illi liceat de sede ad sedem necessitate cogente episcopos transmutare. | Jemu wolno w razie potrzeby biskupów z miejsca na miejsce przenosić. |
| 14 | Quod de omni ecclesia quocunque voluerit clericum valeat ordinare. | W całym Kościele wolno mu duchownych mianować, gdzieby chciał. |
| 15 | Quod ab illo ordinatus alii ecclesiae preesse potest, sed non militare; et quod ab aliquo episcopo non debet superiorem gradum accipere.                                                                                                  | Mianowany przezeń (duchowny) może być przełożonym innego kościoła, ale nie może pełnić służby wojskowej i nie może od żadnego biskupa przyjmować urzędu wyższego stopnia.                                                                              |
| 16 | Quod nulla synodus absque precepto eius debet generalis vocari. | Żaden synod nie może bez jego rozkazu nazywać się powszechnym. |
| 17 | Quod nullum capitulum nullusque liber canonicus habeatur absque illius auctoritate. | Żaden przepis prawny i żadna księga kanonów, to jest praw kościelnych, nie ma ważności bez jego woli. |
| 18 | Quod sententia illius a nullo debeat retractari et ipse omnium solus retractare possit. | Orzeczenie jego przez nikogo nie może być zaczepione, on sam zaś może unieważnić [orzeczenia] wszystkich innych. |
| 19 | Quod a nemine ipse iudicari debeat. | Przez nikogo nie może być on [papież] sądzony. |
| 20 | Quod nullus audeat condemnare apostolicam sedem apellantem. | Nikomu nie wolno (sądownie) skazywać apelującego do Stolicy Apostolskiej. |
| 21 | Quod maiores cause cuiuscunque ecclesiae ad eam referri debeant. | Ważniejsze sprawy każdego Kościoła mają być Jej [Stolicy Apostolskiej] przedkładane. |
| 22 | Quod Romana ecclesia nunquam erravit nec imperpetuum scriptura testante errabit. | Kościół rzymski nigdy nie pobłądził i po wszystkie czasy – wedle świadectwa Pisma św. – w żaden błąd nie popadnie. |
| 23 | Quod Romanus pontifex, si canonice fuerit ordinatus, meritis beati Petri indubitanter efficitur sanctus testante sancto Ennodio Papiensi episcopo ei multis sanctis patribus faventibus, sicut in decretis beati Symachi pape continetur. | Biskup rzymski, jeśli kanonicznie został obrany, dzięki zasługom Piotra św., niewątpliwie staje się świętym, jak świadczy św. Ennodiusz, biskup Pawii, z czym zgadza się wielu Ojców i świętych, jak poznać można z dekretów świętego papieża Symacha. |
| 24 | Quod illius precepto et licentia subiectis liceat accusare. | Na jego zlecanie i za jego zezwoleniem wolno poddanym wnosić skargi. |
| 25 | Quod absque synodali conventu possit episcopos deponere et reconciliare. | Bez zgromadzenia synodalnego, może on biskupów składać z godności i na nowo przywracać. |
| 26 | Quod catholicus non habeatur, qui non concordat Romanae ecclesiae. | Nikt nie może uważać się za katolika, kto nie zgadza się z Kościołem Rzymskim. |
| 27 | Quod a fidelitate iniquorum subiectos potest absolvere. | On może poddanych zwolnić od wierności bezecnym. |